# Minaret d'Israël

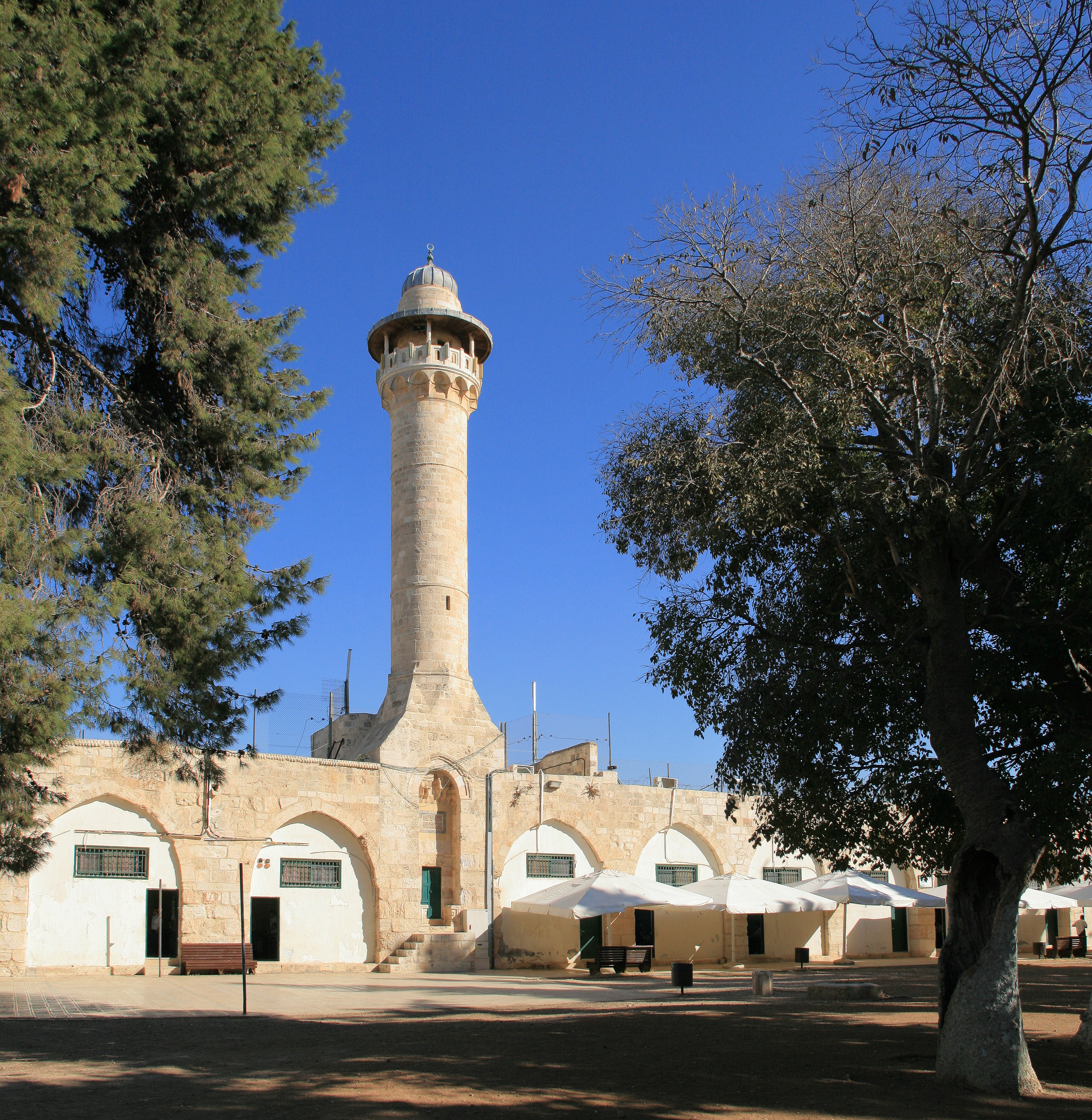
Minaret d’Israël

Le Minaret d’Israël (arabe : منارة إسرائيل; Minarat Israil), aussi appelé Minaret des Tribus (arabe : منارة الأسباط ;Minarat al-Asbat), est l'un des quatre minarets de la mosquée Al-Aqsa, à Jérusalem, il est situé le long du mur nord.

## Histoire
Le minaret d’Israël a été construit en 1367. Il est formé d'une base en pierre construite par les Ottomans, qui se rétrécit au dessus du balcon du muezzin, il est entouré de fenêtres circulaires, et se termine par un dôme en bulbe, celui-ci a été reconstruit après le tremblement de terre de 1927.